# Dioscorea polyanthes
Dioscorea polyanthes là một loài thực vật có hoa trong họ Dioscoreaceae. Loài này được (F.Phil.) Caddick & Wilkin mô tả khoa học đầu tiên năm 2002.